# 费拉斯
費拉斯·阿爾蓋斯（英語：Ferras Alqaisi；1982年7月2日—），美国知名創作歌手及音乐家。他以首张专辑《Aliens & Rainbows》的歌曲《Hollywood's Not America》知名。这首歌曲被用于《美國偶像》第七季半决赛的退场音乐。他与凱蒂·佩芮创建的国会唱片旗下的变形音乐签约，成为第一个签约该厂牌的艺人。2014年6月，費拉斯通过厂牌发行了同名EP。